# Chris Connor (album)
| Recensione | Giudizio |
| ---------- | -------- |
| AllMusic   |          |

Chris Connor è l'eponimo album della cantante jazz statunitense, pubblicato nell'aprile del 1956 dalla casa discografica Atlantic Records.

## Tracce

### LP (1956, Atlantic Records, 1228)
Lato A
1. I Get a Kick Out of You – 1:50 (Cole Porter) – Registrato il 23 gennaio 1956 a New York
2. Something to Live For – 3:13 (Duke Ellington, Billy Strayhorn) – Registrato il 19 gennaio 1956 a New York
3. Get Out of Town – 3:04 (Cole Porter) – Registrato l'8 febbraio 1956 a New York
4. Where Are You – 3:32 (testo: Harold Adamson – musica: Jimmy McHugh) – Registrato il 23 gennaio 1956 a New York
5. Anything Goes – 2:11 (Cole Porter) – Registrato l'8 febbraio 1956 a New York
6. When the Wind Was Green – 3:24 (Don Hunt) – Registrato il 19 gennaio 1956 a New York

Durata totale: 17:14
Lato B
1. He Was Too Good to Me – 3:41 (testo: Lorenz Hart – musica: Richard Rodgers) – Registrato il 19 gennaio 1956 a New York
2. You Make Me Feel So Young – 2:46 (testo: Mack Gordon – musica: Josef Myrow) – Registrato l'8 febbraio 1956 a New York
3. Ev'rytime – 3:47 (Ralph Blane, Hugh Martin) – Registrato il 23 gennaio 1956 a New York
4. Way Out There – 2:27 (testo: Buddy Goodman – musica: George Wallington) – Registrato l'8 febbraio 1956 a New York
5. My April Heart – 2:41 (testo: Buddy Goodman – musica: George Wallington) – Registrato il 19 gennaio 1956 a New York
6. Almost Like Being in Love – 2:09 (testo: Alan Jay Lerner – musica: Frederick Loewe) – Registrato il 23 gennaio 1956 a New York

Durata totale: 17:31

## Musicisti
- Chris Connor – voce solista
- Ralph Burns – Direttore d'orchestra (A2, A6, B1 e B5), arrangiamenti (A2, A3, A5, A6, B1, B2, B4 e B5)
- 19 componenti orchestra (non accreditati) (A2, A6, B1 e B5)
- John Lewis – pianoforte, arrangiamenti (A1, A4, B3 e B6)
- Barry Galbraith – chitarra (A1, A3, A4, A5, B2, B3, B4 e B6)
- Oscar Pettiford – contrabbasso (A1, A4, B3 e B6)
- Connie Kay – batteria (A1, A4, B3 e B6)
- Nick Travis – tromba (A3, A5, B2 e B4)
- Zoot Sims – sassofono tenore (A3, A5, B2 e B4* solo*)
- Al Young – sassofono tenore (A3, A5, B2 e B4)
- Sam Markowitz – sassofono alto (A3, A5, B2 e B4)
- Ray Beckenstein – sassofono alto (A3, A5, B2 e B4)
- Danny Bank – sassofono baritono (A3, A5, B2 e B4)
- Moe Wechsler – pianoforte (A3, A5, B2 e B4)
- Milton Hinton – contrabbasso (A3, A5, B2 e B4)
- Osie Johnson – batteria (A3, A5, B2 e B4)

### Produzione
- Nesuhi Ertegun, Ahmet Ertegun, Jerry Wexler – produzione, supervisione
- Registrazioni effettuate il 19 e 23 gennaio e l'8 febbraio 1956 a New York City, New York
- Tom Dowd, Bob Dougherty e Frank Abbey – ingegneri delle registrazioni
- Guidi (Robert Guidi), Tri-Arts – design copertina album originale
- Marcus Blechman – foto copertina album originale
- Robert Sylvester – note retrocopertina album originale[4]